# Uísque escocês
Uísque escocês (muitas vezes referenciado como "Scotch" ou "Whisky escocês") é um uísque de malte feito na Escócia. Foi originalmente produzido a partir do malte de cevada, porém no século XVIII, destilarias começaram a comercializá-los em que sejam feitos de trigo e centeio.
O uísque escocês divide-se em cinco categorias distintas: single malt, single grain, blended malt (inicialmente chamado vatted malt ou pure malt), blended e blended grain. Todos os uísques escoceses precisam sofrer maturação (envelhecimento) em barris de carvalho por pelo menos três anos. Qualquer informação de idade em uma garrafa de uísque, expressada de forma numérica, precisa refletir a idade do uísque mais novo usado para produzir aquele produto. Um uísque com a informação de sua idade é conhecido como "guaranteed-age" (idade garantida).
A primeira citação do uísque escocês data de 1495. Um frade chamado John Cor foi o destilador de Lindores Abbey no Reino de Fife.

## Regulamentos e rotulagem

### Definição legal
Até 23 de novembro de 2009, o regulamento dos uísques escoceses (SWR) definiram sobre como deve ser a produção, rotulagem, embalagem e publicidade destes.
- Produção em destilaria da Escócia a partir da água e do malte de cevada.
- Amadurecimento em regime de entreposto fiscal em cascos de carvalho de capacidade não superior a 700 litros.
- Retenção da cor, aroma, sabor e de matérias-primas utilizadas.
- Composição por um título alcoométrico, em um volume de 40%.

### Rotulagem
Um rótulo de um uísque escocês compreende vários elementos que indicam aspectos da produção, engarrafamento, idade e domínio. Alguns destes elementos são regulados pela SWR, enquanto outros tendem a refletir tradição e marketing. A ortografia da palavra "uísque" que também chama a atenção para o consumismo, é frequentemente debatida por jornalistas e consumidores. Os uísques escoceses e canadenses são determinados como "whisky", os irlandeses utilizam "whiskey", enquanto os demais países variam seu modo de escrita.
O rótulo sempre determina a quantidade do malte e dos grãos utilizados. Um uísque escocês single malt é totalmente produzido a partir do malte feito em uma destilaria. O single cask vem do envasamento de um barril. O blended malt ou vatted malt vem de um malte único por destilarias diferentes em que estes são misturados na própria garrafa. A destilaria Cardhu, que iniciou o termo pure malt para o mesmo fim, causou uma controvérsia no processo de rotulagens.
A marca que apresenta nos diversos rótulos é geralmente o nome da própria destilaria que o distribui para o mercado escocês. O teor alcoólico do uísque é expressado pela fórmula "álcool por volume" (ABV ou VOL), normalmente o uísque engarrafado contém entre 40% e 46% ABV. Este é, consideravelmente, mais forte quando a primeira parte do engarrafamento é emergida a partir da quantidade ABV, normalmente, 60-63%.